# Довгалевка (Харьковская область)
Довгалевка (укр. Довгалівка) — село, Савинский поселковый совет, Балаклейский район, Харьковская область, Украина.
Код КОАТУУ — 6320255701. Население по переписи 2001 г. составляет 694 (333/361 м/ж) человека.

## Географическое положение
Село Довгалевка примыкает к пгт Савинцы. Находится на берегу реки Северский Донец. Есть железнодорожная станция Маяк.

## История
C 20 октября (ст.ст.) 1721 года по 1 сентября (ст.ст.) 1917 года в составе Российской империи. С 1 сентября (ст.ст.) по 25 октября (ст.ст.) 1917 года в составе Российской республики. Далее началась Гражданская война.
C 29 апреля по 14 декабря 1918 года во время Гражданской войны в России 1918—1923 годов в составе Украинской державы.
C декабря 1922 года в составе Украинской Советской Социалистической Республики Союза Советских Социалистических Республик.
11 января 1942 года освобождено с. Довгалевка от гитлеровских германских войск советскими войсками 6-й армии (генерал-майор Р.Я. Малиновский) Юго-Западного фронта (командующий генерал-лейтенант Ф. Я. Костенко) в ходе частной операции в период подготовки к Барвенково-Лозовской наступательной операции 18—31.01.1942 года.

## Известные люди
- Виктор Ермолаев — советский и украинский учёный-правовед, специалист в области истории государства и права.